# Cour suprême de la République tchèque
 (octobre 2023).
Si vous disposez d'ouvrages ou d'articles de référence ou si vous connaissez des sites web de qualité traitant du thème abordé ici, merci de compléter l'article en donnant les références utiles à sa vérifiabilité et en les liant à la section « Notes et références ».
 (septembre 2023).
La mise en forme du texte ne suit pas les recommandations de Wikipédia : il faut le « wikifier ».
Les points d'amélioration suivants sont les cas les plus fréquents. Le détail des points à revoir est peut-être précisé sur la page de discussion.
- Les titres sont pré-formatés par le logiciel. Ils ne sont ni en capitales, ni en gras.
- Le texte ne doit pas être écrit en capitales (les noms de famille non plus), ni en gras, ni en italique, ni en « petit »…
- Le gras n'est utilisé que pour surligner le titre de l'article dans l'introduction, une seule fois.
- L'italique est rarement utilisé : mots en langue étrangère, titres d'œuvres, noms de bateaux, etc.
- Les citations ne sont pas en italique mais en corps de texte normal. Elles sont entourées par des guillemets français : « et ».
- Les listes à puces sont à éviter, des paragraphes rédigés étant largement préférés. Les tableaux sont à réserver à la présentation de données structurées (résultats, etc.).
- Les appels de note de bas de page (petits chiffres en exposant, introduits par l'outil «  Source ») sont à placer entre la fin de phrase et le point final[comme ça].
- Les liens internes (vers d'autres articles de Wikipédia) sont à choisir avec parcimonie. Créez des liens vers des articles approfondissant le sujet. Les termes génériques sans rapport avec le sujet sont à éviter, ainsi que les répétitions de liens vers un même terme.
- Les liens externes sont à placer uniquement dans une section « Liens externes », à la fin de l'article. Ces liens sont à choisir avec parcimonie suivant les règles définies. Si un lien sert de source à l'article, son insertion dans le texte est à faire par les notes de bas de page.
- La présentation des références doit suivre les conventions bibliographiques. Il est recommandé d'utiliser les modèles {{Ouvrage}}, {{Chapitre}}, {{Article}}, {{Lien web}} et/ou {{Bibliographie}}. Le mode d'édition visuel peut mettre en forme automatiquement les références.
- Insérer une infobox (cadre d'informations à droite) n'est pas obligatoire pour parachever la mise en page.

Pour une aide détaillée, merci de consulter Aide:Wikification.
Si vous pensez que ces points ont été résolus, vous pouvez retirer ce bandeau et améliorer la mise en forme d'un autre article.
La Cour suprême de la République tchèque (Tchèque : Nejvyšší soud České republiky) est la plus haute juridiction de la République tchèque pour connaitre des affaires civiles et pénales en cassation. Le siège de la Cour est situé au 20 rue Burešova, à Brno.
Toutefois, comme le prévoit la Constitution de la République tchèque, le contrôle de constitutionnalité est effectuée par la Cour constitutionnelle, et les affaires relevant du droit public sont entendues en dernier ressort par la Cour administrative suprême. Ces trois juridictions forment un triumvirat à la tête du pouvoir judiciaire tchèque. 

## Histoire
La Cour suprême de la République tchécoslovaque fut créée en 1918 à Prague, mais se déplaça à Brno dès l'année suivante. Elle pouvait, en plus de ses activités de cassation en matières civile et pénale, formuler des suggestions de loi ou d'amendement législatifs.
Sa structure était largement inspirée de la Cour suprême de cassation et de justice de l'Empire austro-hongrois, avec un Premier et un Second président, sept présidents de chambres (neuf à partir de 1930) et quarante juges (48 à partir de 1930).
Après 1945, existait également une Cour suprême slovaque qui siégeait à Bratislava. Après l'accord du Conseil national slovaque, en 1945 et 1946 fut recréée une seule Cour suprême à Brno, mais les deux juridictions conservaient à l'intérieur de celle-ci leur organisation et leurs compétences respectives suivant la législation alors en vigueur.
Après le coup de Prague de février 1948, une loi relative à la popularisation de la justice fut prise la même année, prévoyant la désignation de juges non professionnels choisis par le gouvernement de la République socialiste tchécoslovaque parmi la population. Les chambres étaient désormais composées de deux juges professionnels et de trois juges non professionnels, tous dotés du même pouvoir décisionnel, et statuant même dans les cas de plainte pour violation de la loi.
La loi constitutionnelle relative à la Fédération tchécoslovaque de 1968 emporta la création de nouvelles structures fédérales, telles que la Cour suprême de la Fédération siégeant à Prague, ainsi que deux cours suprêmes pour chacune des entités fédérées (Slovaquie et Tchéquie). La Cour suprême fédérale était la plus haute juridiction de la République socialiste tchécoslovaque, et était chargée de veiller à la légalité des décisions des juridictions inférieures et à l'uniformité du droit — soit une compétence proche de la Cour actuelle, à l'exception des cas de compétence de première instance. Cette Cour suprême fédérale n'était composée que de chambres de trois à cinq juges, tous professionnels, dans trois divisions : civile, criminelle et militaire.
Seul un renouvellement du personnel accompagna la révolution de Velours de 1989, tandis que la structure de la Cour demeura inchangée jusqu'à la dissolution de la fédération, lorsque la compétence de la Cour suprême de la République fédérale tchèque et slovaque fut effectivement transférée à la Cour suprême de la République tchèque, le 1er janvier 1993.

## Composition et structure

### Divisions
Les membres de la Cour suprême forment des Divisions selon leur spécialité. Il y en a actuellement deux : la Division criminelle et la Division civile et commerciale. 
Le président de chaque Division est chargé d'organiser leurs activités.
Les divisions analysent et évaluent les décisions juridiquement efficaces des tribunaux inférieurs, tout en veillant à l'interprétation et à l'application uniforme du droit dans leur domaine de spécialité.
Sur proposition du Président de la Cour suprême, de l'un des Présidents de Division, ou de l'un des Présidents de Grande chambre de division, la division peut adopter des  opinions juridiques, et analyse et sélectionne les décisions de la Cour suprême à faire paraitre dans la collection des décisions et opinions juridiques de la Cour suprême.
La Division criminelle (trestní kolegium) est composé des juges de la Cour suprême, qui appliquent le droit pénal matériel et procédural.
La Division civile et commerciale (občanskoprávní a obchodní kolegium) est chargée de garantir l'uniformité et la légalité des décisions des juridictions inférieures dans les procédures civiles. Elle le fait dans le cadre de procédures de recours extraordinaires contre les décisions des cours d'appel et dans le cadre de sa compétence d'avis contentieux.

### Formations de jugement
La Cour suprême siège le plus fréquemment en chambres composées d'un président et de deux juges (velký senát).Outre leur mission d'examen des pourvoi en cassation contre les décisions des juridictions inférieures, les Chambres sont chargées d'examiner l'applicabilité et l'exécution des décisions des juridictions étrangères.
Les Grandes chambres de division (velký senát kolegia) compte au moins neuf juges d'une même Division. Elles statuent sur les affaires qui leur sont soumises par une chambre lorsqu'un revirement de la jurisprudence de toute formation de jugement de la Cour suprême est envisagé.

### Assemblée plénière
L'Assemblée plénière (plénum), la formation la plus solennelle de la Cour suprême, rassemble tous les membres de la Cour pour discuter de son règlement de procédure et adopter des points de vue sur le processus décisionnel des juridictions inférieures . Elle peut également assurer une meilleure coordination entre les Division, en particulier en cas de désaccord.
Elle est convoquée et présidé par le Président de la Cour, qui détermine son ordre du jour.